# Roodruglijstergaai
De roodruglijstergaai (Pterorhinus nuchalis, synoniem Garrulax nuchalis) is een zangvogel uit de familie Leiothrichidae.

## Verspreiding en leefgebied
Deze soort komt voor in de laaglanden van noordoostelijk India en noordelijk Myanmar.

## Status
De grootte van de populatie is niet gekwantificeerd maar de soort wordt omschreven als schaars. Er is weinig over deze vogel bekend en aangenomen wordt dat de totale populatie niet erg groot is. Op de Rode lijst van de IUCN heeft deze soort de status gevoelig.